# フェルディナン・フェルベール

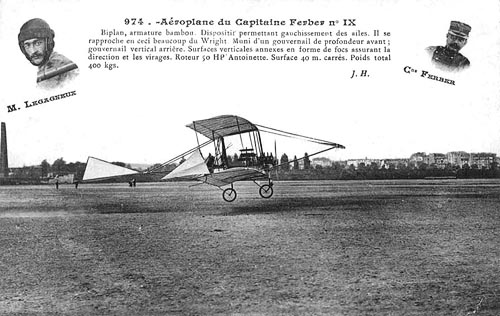
フェルベールの設計したフェルベール IX

フェルディナン・フェルベール（Ferdinand Ferber 、1862年2月8日 - 1909年9月22日）は、フランスの航空の先駆者である。
リヨンで生まれた。軍の士官で軍用機（気球）の開発を行った。1898年からリリエンタールのグライダーに興味を持ち、自らもグライダーを製作したが、最初の試みは成功せず、オクターブ・シャヌートからの助言を得て、1902年に50秒で25ヤードの滑空に成功した。エンジン付きの航空機の開発を始め、エンジンの出力の不足を補うために、クレーンで飛行機を吊り上げて発進する方法も試みたが効果はなかった。
1905年5月27日にフェルベール VIで最初の動力飛行を行ない、100kg以下の軽量で24馬力を出力するアントワネット・エンジンを搭載し、エンジンの反動トルクを消すために反転プロペラをつけたフェルベール VIIIを製作した。
航空に専念するために軍を離れ、アントワネットで航空用エンジンの開発を行なった。気球や飛行船が航空の主流である時代に困難に立ち向かい飛行機による飛行の実験を行なった。1908年7月14日にIssy-les-Moulineauxにおいて飛行したフェルベール IX（アントワネット IIIとも呼ばれる）は1909年9月15日には9分の飛行で10kmまで飛行距離を延ばした。1909年9月22日に航空機事故で死亡した。
著書に "L’Aviation, ses débuts, son développement" がある。